# 双突柄菌属
双突柄菌属（学名：Amphiplicatus）为短小盒菌科的一个属。

## 下属物种
本属包括以下物种：
- 中度嗜热双突柄菌 Amphiplicatus metriothermophilus Zhang et al., 2014，采自新疆吉木萨尔县古海温泉水样[2]